# 楠图万
楠图万（法語：Nantoin，法語發音：[nɑ̃twɛ̃]）是法国伊泽尔省的一个市镇，属于维埃纳区。2019年1月1日，楠图万与邻近的3个市镇合并为新市镇波特德博讷沃。

## 地理
楠图万（45°26'8"N, 5°16'9"E）面积9.5 平方千米，位于法国奥弗涅-罗讷-阿尔卑斯大区伊泽尔省，该省份为法国东南部内陆省份，北起顺时针与安省、萨瓦省、上阿尔卑斯省、德龙省、阿尔代什省、卢瓦尔省和罗讷省。
与楠图万接壤的市镇（或旧市镇、城区）包括：尚皮耶、沙托奈、科梅勒、拉科特圣安德烈、莫捷。
楠图万的时区为UTC+01:00、UTC+02:00（夏令时）。

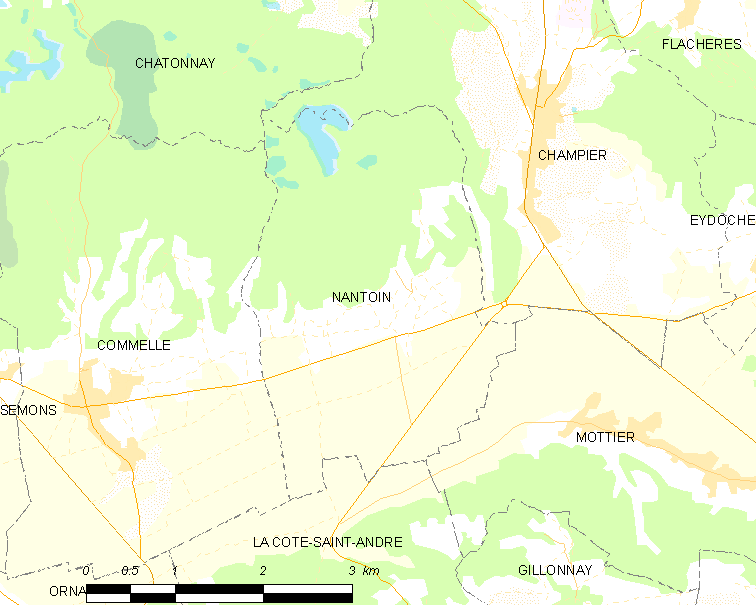
楠图万的OSM定位图

## 行政
楠图万的邮政编码为38260，INSEE市镇编码为38274。

## 政治
楠图万所属的省级选区为比耶夫尔县。

## 人口

1962-2008年间楠图万人口变化图示

楠图万于2018年1月1日时的人口数量为482人。